# عکاسی مستند

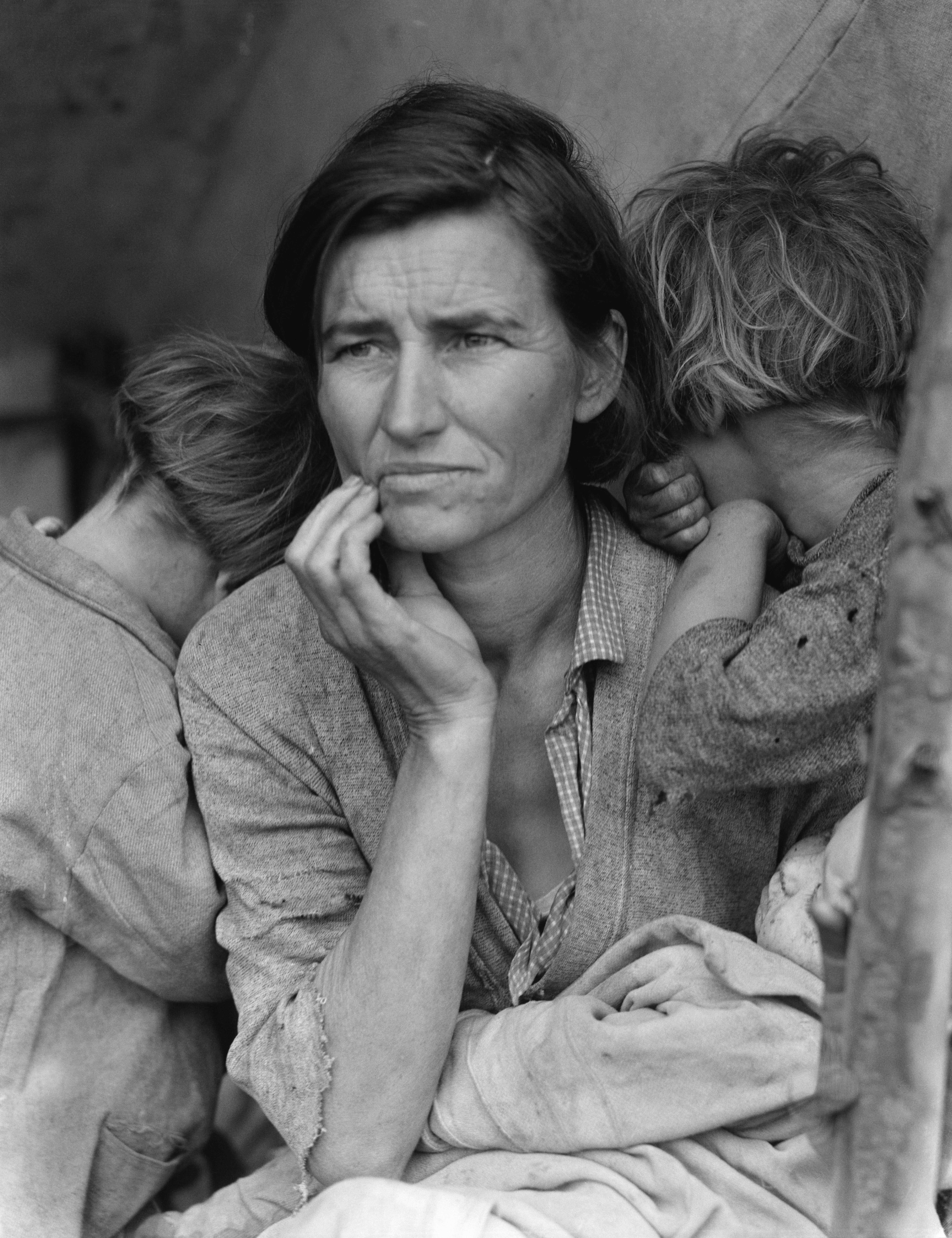
«مادر مهاجر» عکسی مستند از دوروتا لنگ

عکاسی مستند، شاخه‌ای از عکاسی است در آن عکاس رخدادهای پیرامونش را ثبت می‌کند و می‌کوشد از موضوع، (عموماً مردم) بی‌طرفانه، عکسی واقعیت‌گرا، واقع‌نما و راستگو ارائه دهد.
واژهٔ عکاسی مستند در سال‌های رکود اقتصادی کاربرد پیدا کرد؛ زمانی که شرایط اسف‌بار کشاورزان باعث شد مردم آمریکا نیاز به اصلاحات اجتماعی را احساس کنند. عکس‌هایی که در آن‌ها، پس کوچه‌های کثیف و شرایط رقت‌بار شهری را تصویر کرده بود.
تصویر در عکاسی مستند یک سند تاریخی به حساب می‌آید. عکس‌های مستند در کنار محسنات زیبایی‌شناسانه و هنری، بیشتر به منظور تحولات اجتماعی و سیاسی مورد بهره‌برداری قرار می‌گیرند چرا که واقعیت را همان‌طور که هست به ثبت می‌رسانند. به عبارت ساده‌تر، در این نوع عکاسی تصویر نقش یک شاهد و مدرک را برای اثبات وجود یک وضعیت خاص به عهده دارد.
این نوع عکاسی مستلزم داشتن دوربین خیلی خوب و لنز تله نیست بلکه مستلزم داشتن بینشی با زاویه بسیار باز است.
از طریق عکس‌های مستند، بیننده از فرهنگ، سیاست و موقعیت‌های اجتماعی سایر مردم دنیا اطلاعات درستی به دست می‌آورد. بدون شک این شکل از عکاسی با به نمایش درآوردن مشکل فراگیر فقر، نقش بسیار مهمی در آگاه‌سازی مردم آمریکا از موقعیت اجتماعی کشور در رکود بزرگ سال ۱۹۳۰ داشته‌است.
به عبارت ساده‌تر، در این نوع عکاسی تصویر نقش یک شاهد و مدرک را برای اثبات وجود یک وضعیت خاص به عهده دارد.
اگر چه بنا به باور پذیرفته شده، عکس مستند به عکسی گفته می‌شود که دخالت عکاس در رویداد مقابل دوربین باید در چنان حدی باشد که انگار عکاسی در پشت دوربین نبوده است؛ اما با وجود چنین محدودیتی، عکاسان موفق مستند، با رویکردهایی خاص، چنان عمل کرده‌اند که از یک سو کمترین دخالت را در تغییر چگونگی ثبت رخداد داشته‌اند و از سوی دیگر سبک شخصی‌شان در عکس محسوس بوده‌است (نمونه: آنری کارتیه-برسون و الیوت ارویت و…)
در عکاسی مستند اجتماعی که نوعی از عکاسی مستند است، هدف، مستند ساختن شرایط اجتماعی (و احتمالاً اثرگذاری بر آن) است.
نمونه‌هایی از چند عکاس مستند اجتماعی: الیوت ارویت، یاکوب ریس، لوئیس هاین، پل استرند.
از عکاس‌های ایرانی می‌توان به کاوه گلستان، نصرالله کسرائیان، نیوشا توکلیان محمد کوچکپور  و کریم ملک مدنی اشاره کرد.

## نگارخانه

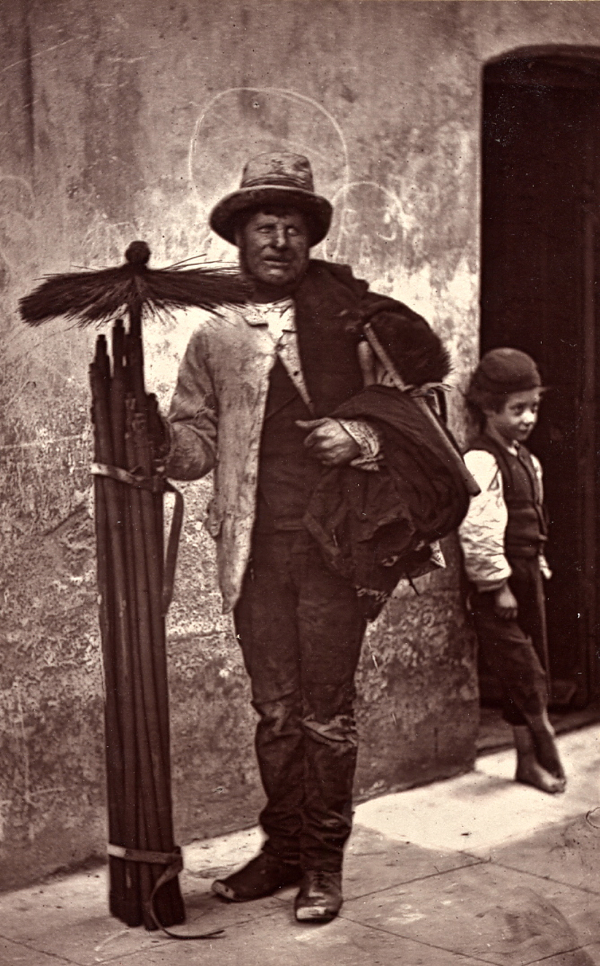
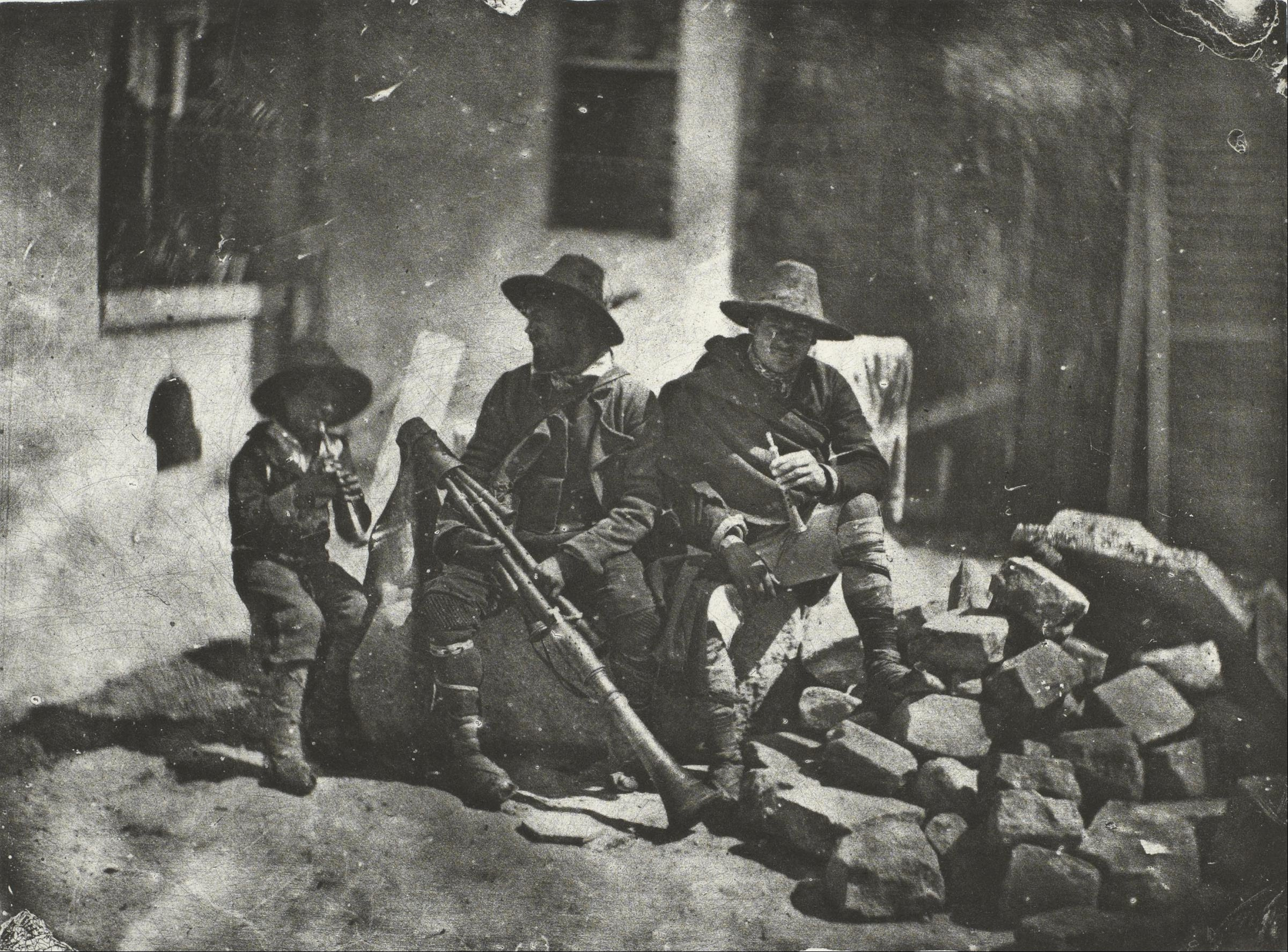
چارلز نایگر، نوازندگان خیابانی در کوای بوربون، ۱۸۵۳.
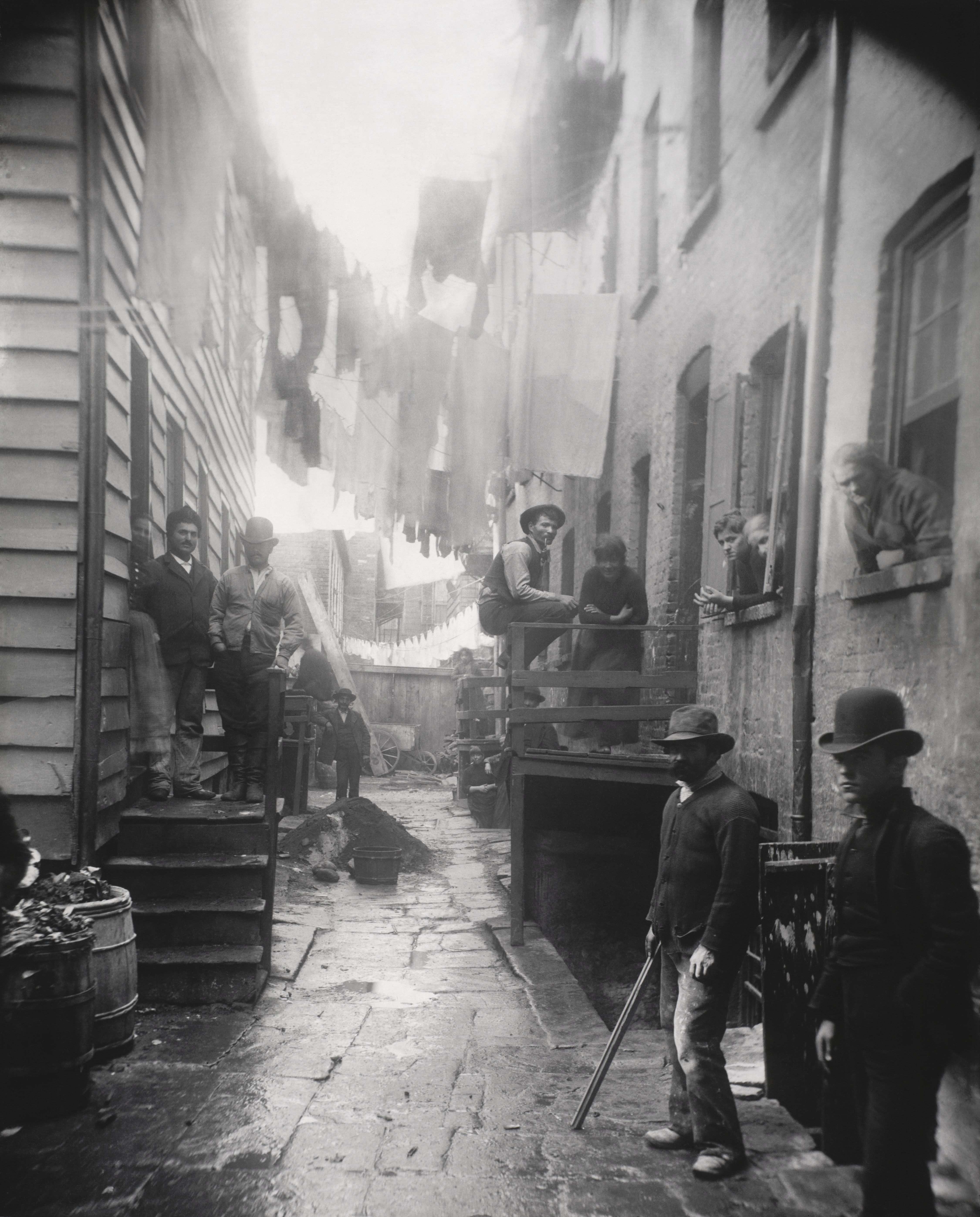
۱۸۹۰
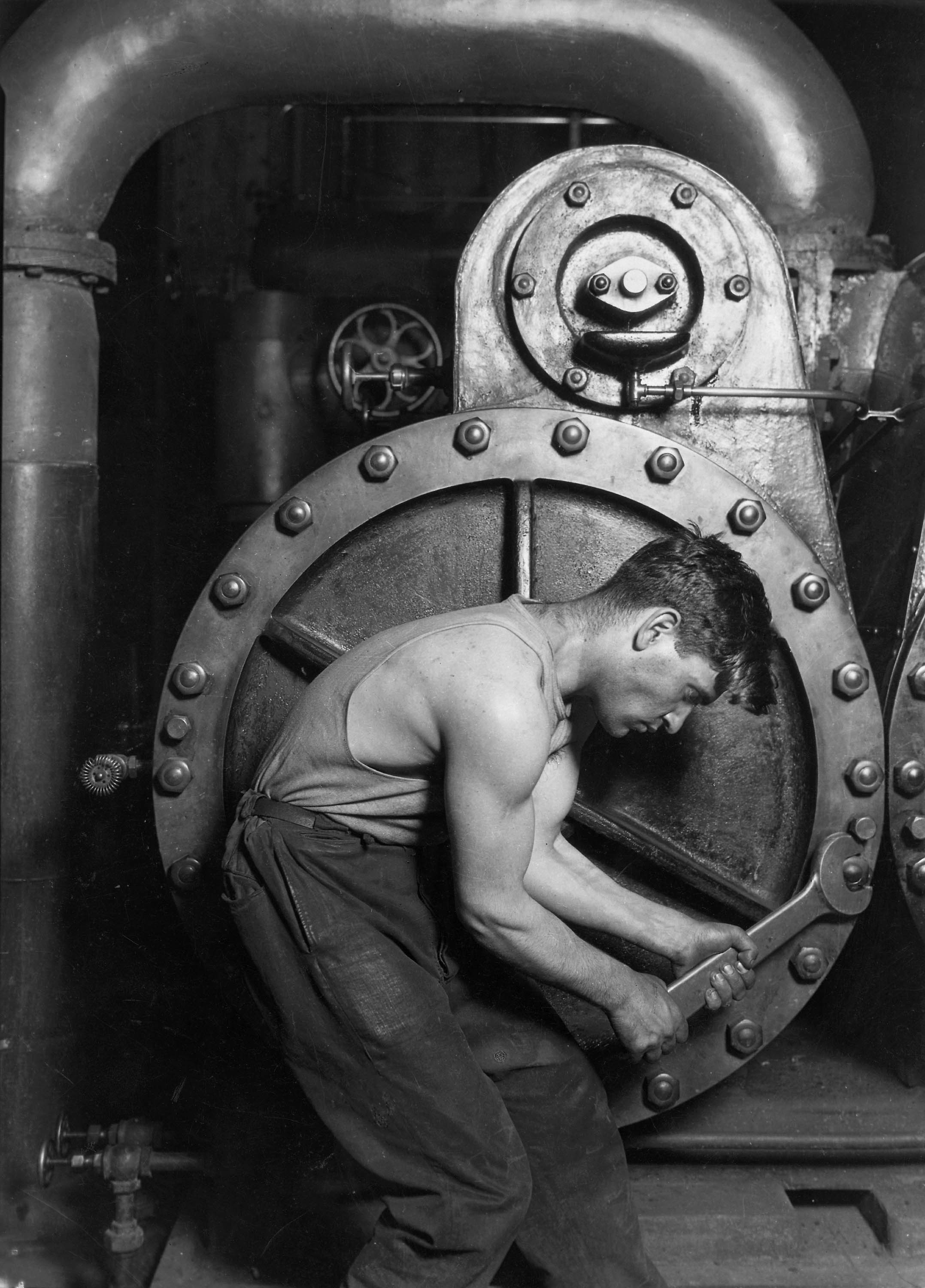
مکانیک نیروگاه کار بر روی پمپ بخار (۱۹۲۰)
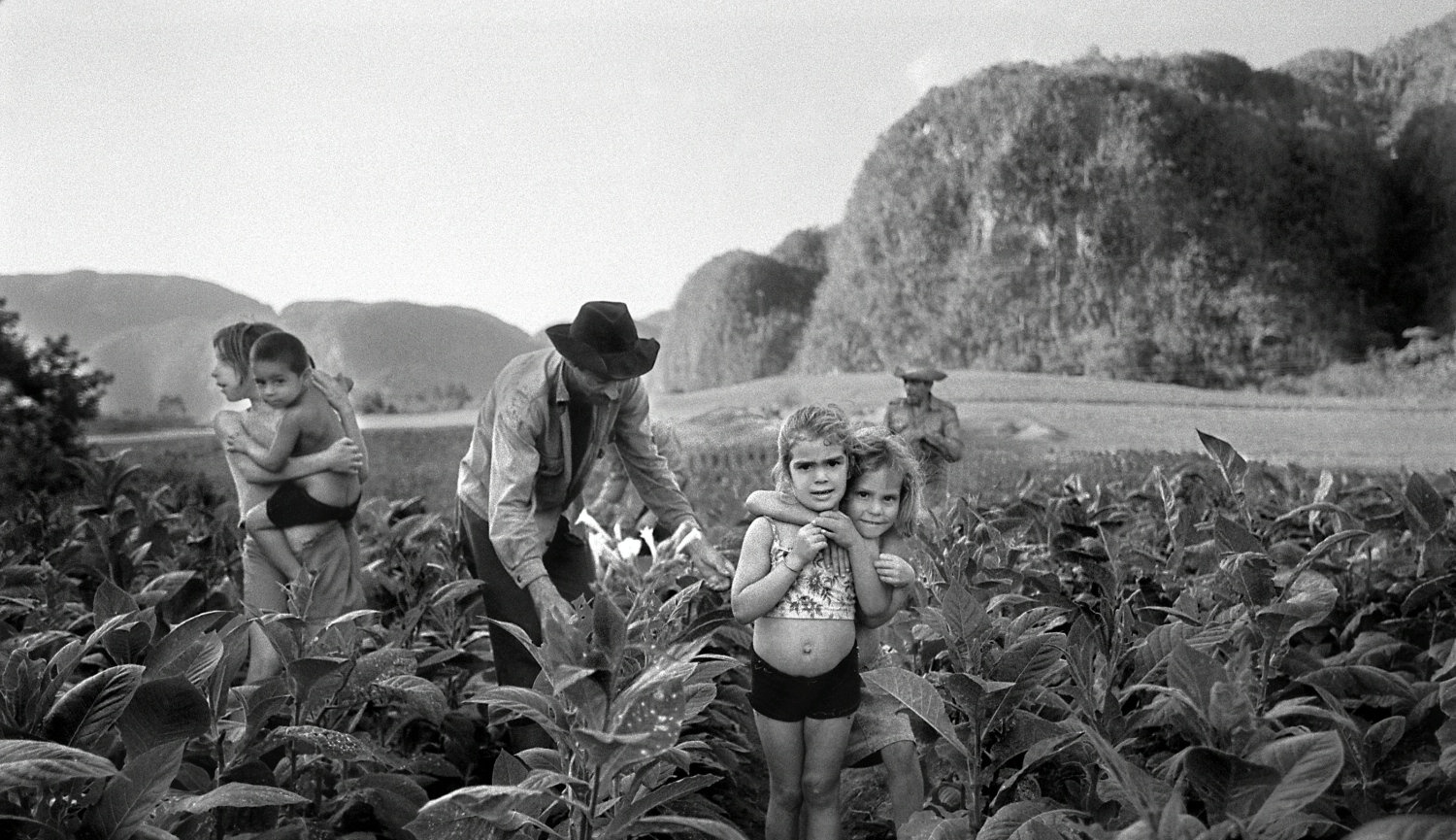
مانوئل ریورا-اورتیز: برداشت تنباکو، دره وینالس، کوبا
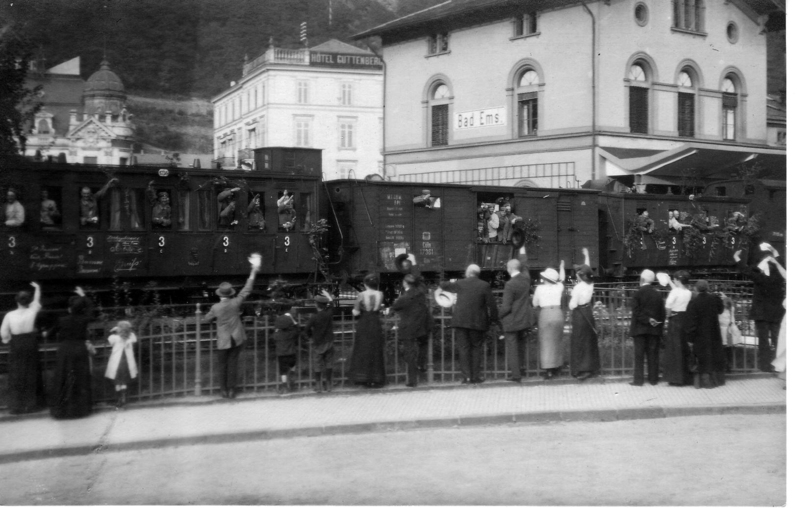
عکس مستندی که در سال ۱۹۱۴ توسط عکاس درباری جولیوس گوبل از قطار راه‌آهن در حال خروج از شهر بد امز با واگن‌های مختلف پر از سربازان در راه جنگ گرفته شده است. در پشت سدی، زنان، کودکان و پیرمردهای متعددی برای سربازان خداحافظی می کنند. چاپ عکس اصلی را می‌توان در موزه شهر بد امز پیدا کرد.
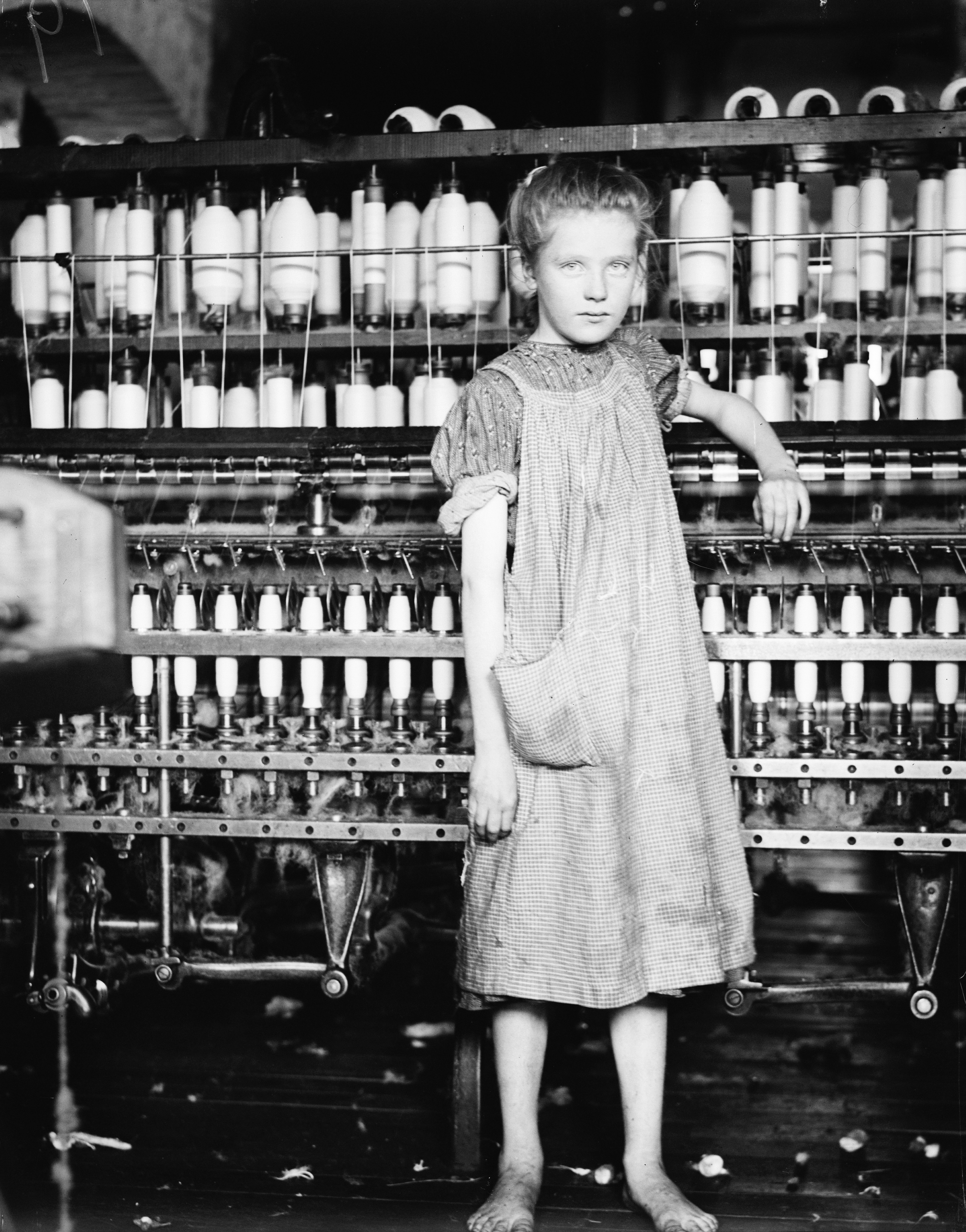
آدی کارت دوازده ساله، ورمونت، ایالات متحده آمریکا، ۱۹۱۰ توسط لوئیس هاین
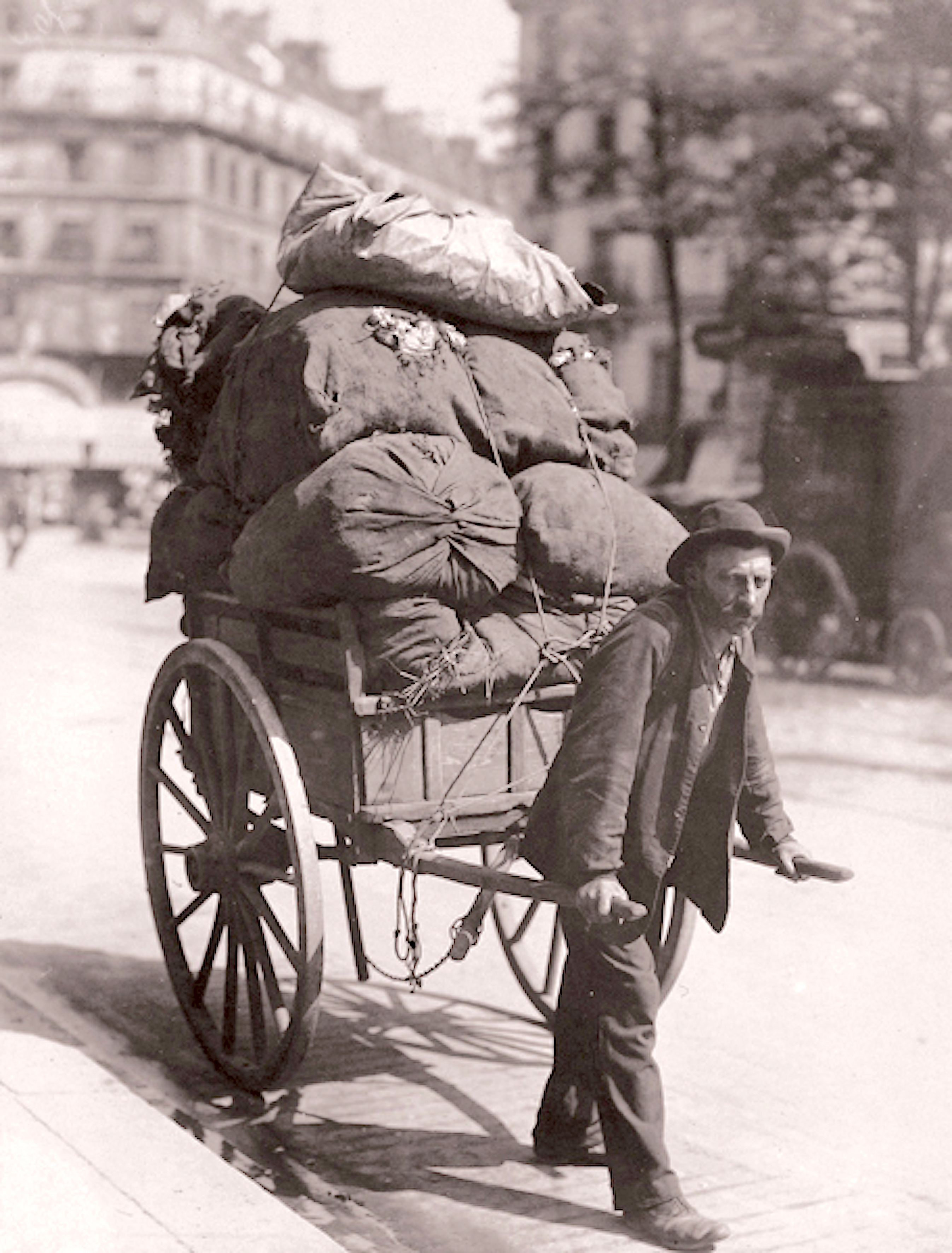
کلکسیونرهای کهنه در خیابان گوبلین در پاریس ۱۸۹۹ توسط یوژن آتژه
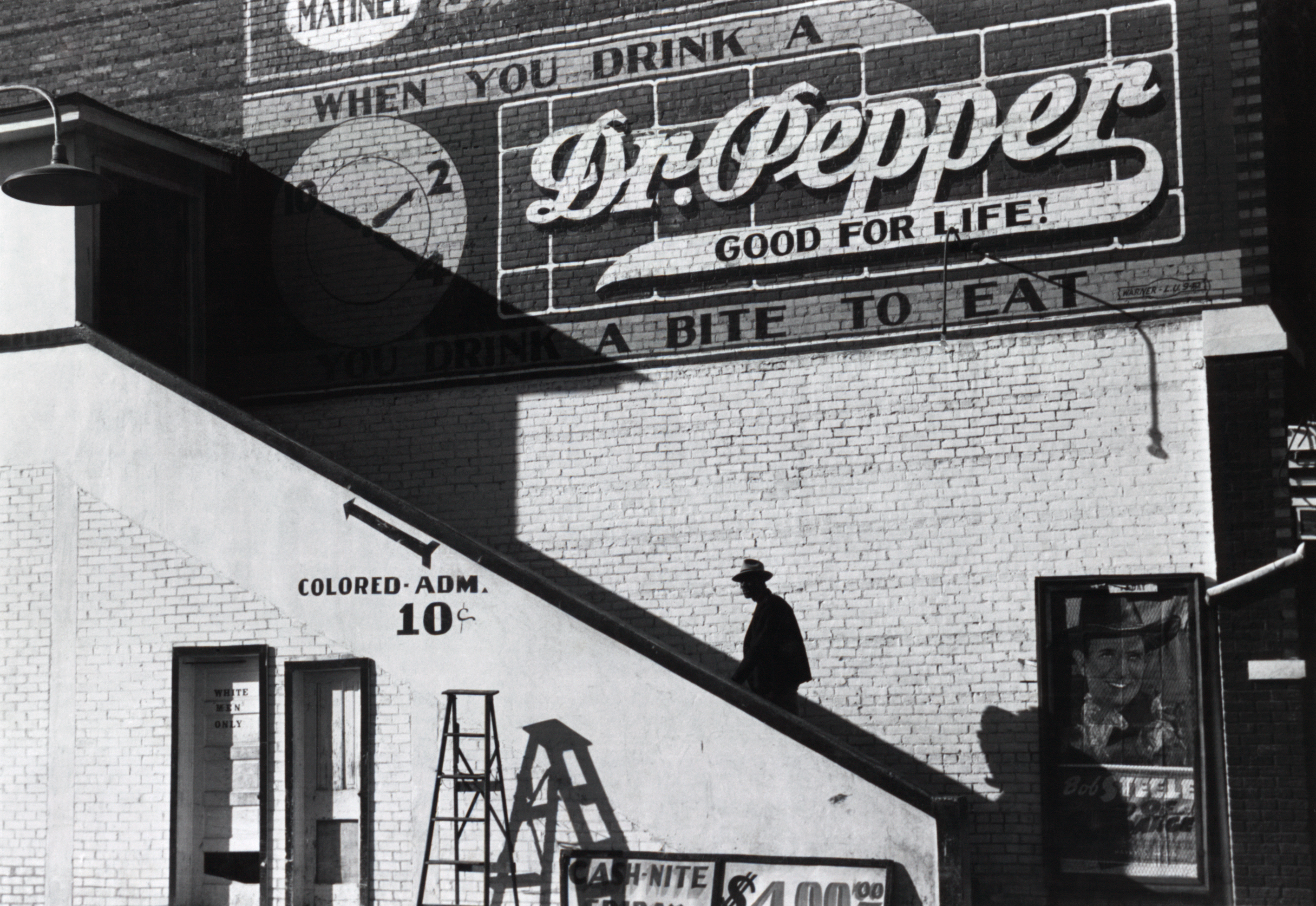
ماریون پووست ولکات، مردی سیاهپوست از طریق یک ورودی خاص "رنگی" به یک سینما در بلزونی، میسیسیپی می‌رود.
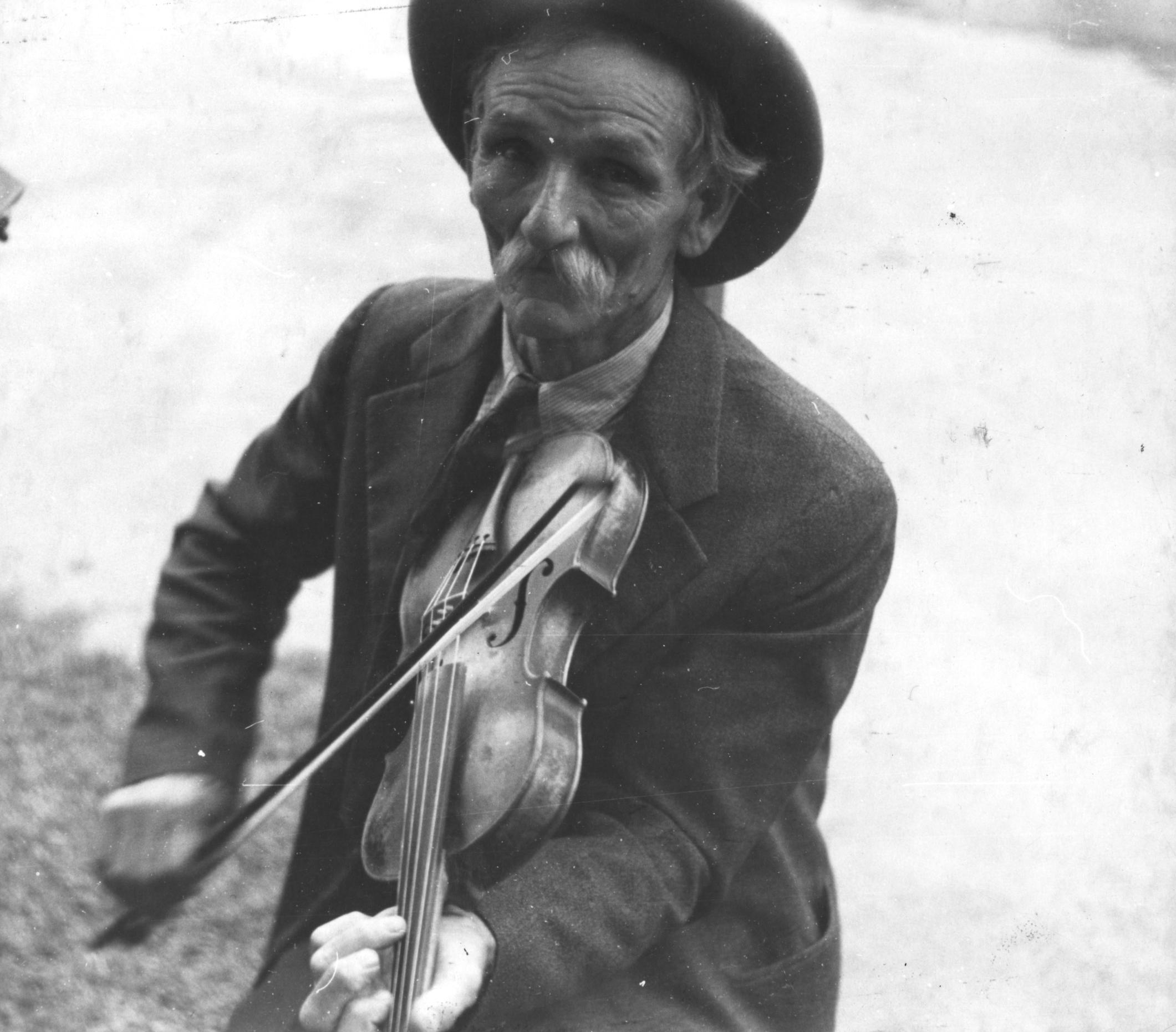
بن شاهن: هوسلیستا بیل هنسلی، ۱۹۳۷
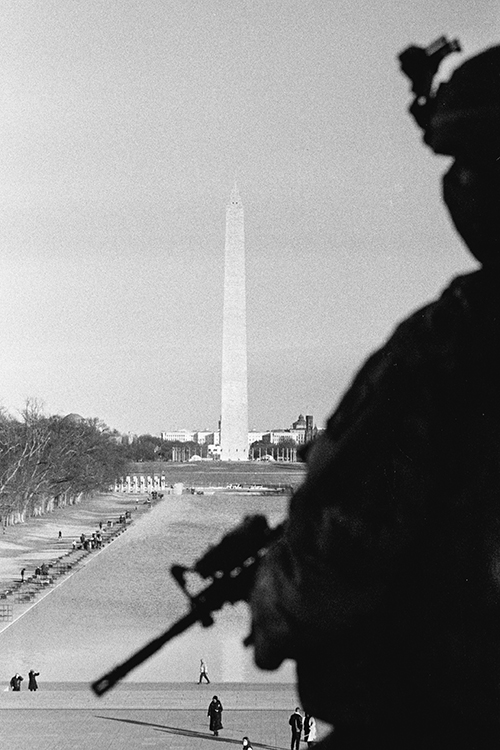
عکاسی مستند معاصر: گارد ملی در واشنگتن دی سی (۲۰۲۱)، در مراسم تحلیف جو بایدن.